# Dumitru Matcovschi

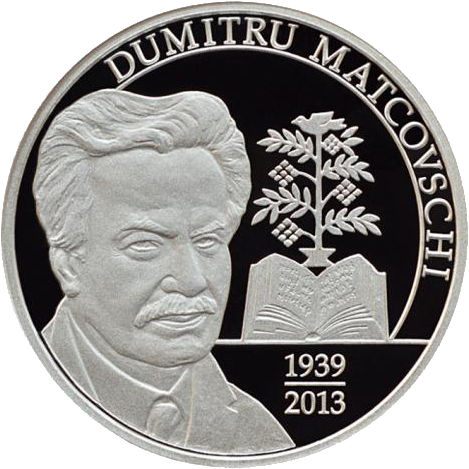
Dumitru Matcovschi auf einer moldauischen Münze von 2013

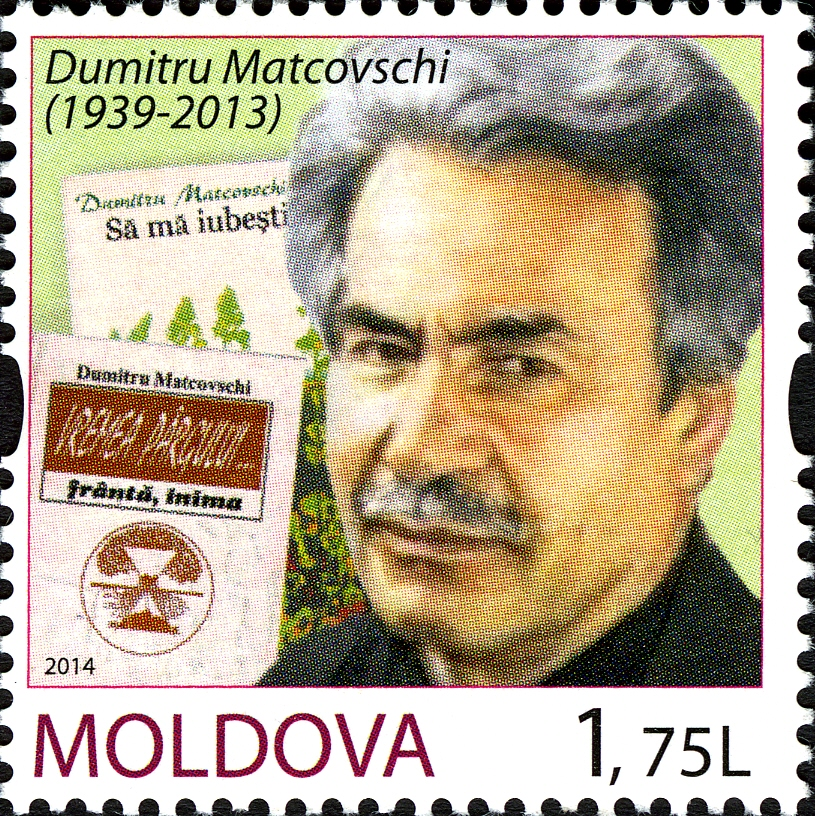
Dumitru Matcovschi auf einer moldauischen Briefmarke von 2014

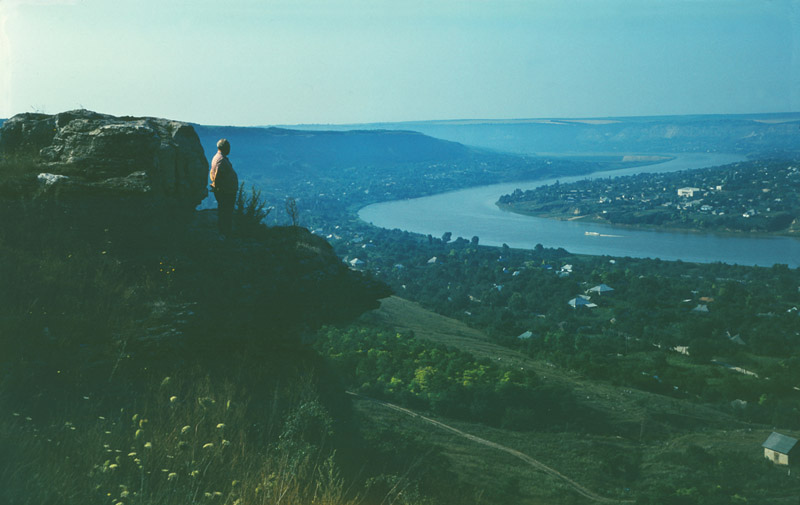
Dumitru Matcovschi schaut auf seine Heimat in Vadul-Raşcov.

Dumitru Matcovschi (* 20. Oktober 1939 in Vadul-Raşcov; † 26. Juni 2013) war ein moldauischer Schriftsteller und Mitglied der Moldauischen Akademie der Wissenschaften. Er war der Gründer der Volksfront von Moldau (rumänisch: Frontul Popular din Moldova).

## Leben und Wirken
Dumitru Matcovschi wurde am 20. Oktober 1939 als Sohn von Leonte und Eudochia Matcovschi in Vadul-Raşcov geboren, das damals noch im Königreich Rumänien lag. Er schloss 1961 sein Studium an der staatlichen Universität von Moldau ab. Dumitru Matcovschi war Gründer der Demokratischen Bewegung von Moldau und der Volksfront von Moldau.
Matcovschi starb am 26. Juni 2013 nach einer Operation zwölf Tage zuvor, bei der ein Gehirntumor entfernt worden war.

## Ehrungen
- Ehrenbürger von Chișinău[7]